# Lackadaisy (film)
Lackadaisy je americký nezávislý animovaný dobový akčně-komediální krátký film natočený podle stejnojmenného webového komiksu od Tracy J. Butler. Byl financován prostřednictvím kampaně na Kickstarteru a vydán na YouTube 29. března 2023.

## Děj
Příběh se odehrává v St. Louis roku 1927 během americké prohibice ve světě obydleném antropomorfními kočkami. Pašeráci Rocky Rickaby, jeho bratranec Calvin "Freckle" McMurray a Ivy Pepper vykopou rakev plnou whisky ukrytou jedním z jejich dodavatelů. Zatímco nakládají lahve do auta, zaútočí na ně nepřátelský gang, který tvoří jejich bývalý kolega Mordecai Heller a jeho dva poskoci, cajunští sourozenci Nicodeme a Serafine. Během následné honičky Freckle s pomocí samopalu zničí auto jejich rivalů, ale on, Rocky a Ivy v útěku před Mordecaiem narazí do jedné z budov blízkého dolu.
Zatímco se Ivy pokouší o spravení auta před příchodem Nicodema a Serafine, Freckle odláká Mordecaie, ale v následné přestřelce je zraněn. Oba je zachrání Rocky, kterému se podaří zprovoznit důlní bagr, z jehož lopaty pak kolem sebe hází nálože dynamitu. Omylem poškodí i místní vodojem a během následné potopy se podaří všem třem pašerákům ujet Mordecaiově gangu. Ten má šanci je zastavit, ale po tom, co uvidí Ivy za volantem, se rozhodne nevystřelit.
Mitzi May, majitelka nelegálního baru Lackadaisy, pro který Rocky a jeho přátelé pracují, hovoří k obrazu svého zemřelého manžela Atlase a lituje úpadku, který od jeho smrti jejich byznys zažívá. Před příjezdem pašeráckého tria se v baru setkává se svým původem slovenským barmanem Viktorem, saxofonistou Zibem a s majitelem důlní společnosti Sedgewickem Sablem. Rocky, Freckle a Ivy se vzápětí objevují se zbylými třemi lahvemi whisky. Mitzi je zklamaná z jejich malého úlovku, ale zároveň šťastná, že se všichni vrátili v bezpečí. Rocky a Zib odcházejí zahrát pro tanec Ivy s Frecklem, zatímco Mitzi vzpomíná na úspěšná léta Lackadaisy.
V potitulkové scéně ohlašuje po telefonu Mordecai svůj neúspěch manažerovi hotelu Maribel Asovi Sweet. Zmiňuje také, že je jeden z jejich dodavatelů podvedl ve prospěch Lackadaisy, na což Asa odpovídá tím, že budou muset danou situaci vyřešit před zákrokem státních orgánů.

## Obsazení
| Michael Kovach      | Rocky Rickaby             |
| Lisa Reimold        | Ivy Pepper                |
| Belsheber Rusape    | Calvin "Freckle" McMurray |
| SungWon Cho         | Mordecai Heller           |
| Malcolm Ray         | Nicodeme Savoy            |
| Benni Latham        | Serafine Savoy            |
| Bradley Gareth      | Sedgewick Sable           |
| Ashe Wagner         | Mitzi May                 |
| Jason Marnocha      | Viktor Vasko, Asa Sweet   |
| Valentine Stokes    | Dorian "Zib" Zibowski     |
| Walter Tomas Vitola | Horatio Bruno             |

## Produkce
V roce 2020 byl film financován prostřednictvím kampaně na Kickstarteru. Původním cílem kampaně bylo vybrat 85 tisíc dolarů na vytvoření krátkého desetiminutového snímku, ale finální částka byla nakonec čtyřikrát větší. Podle tvůrců se na vzniku filmu podílelo více než 160 umělců z celého světa.
Upoutávka byla na YouTube zveřejněna 16. ledna 2023, samotný film pak 29. března téhož roku.